# Harry Voigt
Harry-Carl Voigt, Dr. med. (* 15. Juni 1913 in Berlin; † 29. Oktober 1986 in Barver, Kreis Diepholz), war ein deutscher Leichtathlet, der bei den Olympischen Spielen 1936 in Berlin mit der deutschen 4-mal-400-Meter-Staffel (Helmut Hamann, Friedrich von Stülpnagel, Harry Voigt und Rudolf Harbig) die Bronzemedaille gewann.
Bei den Europameisterschaften 1934 in Turin gewann er den Titel im 4-mal-400-Meter-Staffellauf (Helmut Hamann, Hans Scheele, Harry Voigt und Adolf Metzner).
1933 wurde Voigt Deutscher Meister über 400 Meter, 1936 Vizemeister. Mit der Staffel des DSC Berlin gewann er 1934 die Silbermedaille.
Harry Voigt startete für den DSC Berlin. In seiner aktiven Zeit war er 1,85 m groß und 76 kg schwer.

## Privates
Voigts Schwester Dora wurde 1941 Deutsche Meisterin über 200 Meter und gewann zweimal den Meistertitel mit der 4-mal-100-Meter-Staffel ihres Vereins (1938 und 1941). In beiden Disziplinen holte sie mehrere weitere Medaillen bei Deutschen Meisterschaften. Sie war mit dem Olympiazweiten und Weltrekordler im Hammerwurf Erwin Blask verheiratet, der somit Harry Voigts Schwager war.

## Publikation
- Harry Carl Voigt: Muskel- und Sehnenverletzungen beim Läufer und ihre Entstehung. Berlin 1939 (Dissertation)